# Хальвдан Щедрый на Золото и Скупой на Еду
Хальвдан Щедрый на Золото и Скупой на Еду (др.-сканд. Hálfdan hinn mildi ok hinn matarilli) — полулегендарный конунг из династии Инлингов, правивший Вестфольдом и Раумарики, которые унаследовал от своего отца Эйстейна Грома. Получил соответствующее прозвище, потому что, по преданию, его люди получали столько золотых монет, сколько люди других конунгов — серебряных, но не мог их вдоволь прокормить.

## Биография
О Хальвдане известно чрезвычайно мало. Он упоминается в Саге об Инглингах и еще ряде источников. Его отцом был Эйстейн Гром, а матерью — Хильд, которая приходилась дочерью конунга Вестфольда Эйрика. Хальвдан был воинственным конунгом и часто ходил в викингские походы, однако никаких новых владений присвоить себе не смог. Он женился на Хлив. Она была дочерью конунга Вестмара (территория на южном побережье Норвегии в Телемарке) Дага. У них родился сын Гудрёд.
Хальвдан сделал своей главной усадьбой Хольтар в Вестфольде, где и умер от болезни. Его похоронили в кургане в Борро.